# Ковінгтон
Ковінгтон (англ. Covington) — місто (англ. city) в США, в окрузі Кентон штату Кентуккі. Населення — 40 961 особа (2020).

## Географія
Ковінгтон розташований за координатами 39°2′6″ пн. ш. 84°31′11″ зх. д. / 39.03500° пн. ш. 84.51972° зх. д. (39.035110, -84.519648).  За даними Бюро перепису населення США в 2010 році місто мало площу 35,67 км², з яких 34,18 км² — суходіл та 1,48 км² — водойми.

### Клімат
| Клімат : Ковінгтон            | Клімат : Ковінгтон | Клімат : Ковінгтон | Клімат : Ковінгтон | Клімат : Ковінгтон | Клімат : Ковінгтон | Клімат : Ковінгтон | Клімат : Ковінгтон | Клімат : Ковінгтон | Клімат : Ковінгтон | Клімат : Ковінгтон | Клімат : Ковінгтон | Клімат : Ковінгтон | Клімат : Ковінгтон |
| Показник                      | Січ.               | Лют.               | Бер.               | Квіт.              | Трав.              | Черв.              | Лип.               | Серп.              | Вер.               | Жовт.              | Лист.              | Груд.              | Рік                |
| Абсолютний максимум, °C       | 25,0               | 25,0               | 31,1               | 32,2               | 35,0               | 38,9               | 42,2               | 39,4               | 38,3               | 33,3               | 28,3               | 23,9               | 42,2               |
| Середній максимум, °C         | 3,3                | 6,7                | 12,8               | 18,9               | 23,9               | 28,3               | 30,6               | 30,0               | 26,1               | 19,4               | 12,2               | 6,1                | 18,2               |
| Середній мінімум, °C          | −5                 | −2,8               | 1,7                | 6,1                | 12,2               | 16,7               | 19,4               | 18,3               | 14,4               | 7,8                | 2,8                | −2,8               | 7,4                |
| Абсолютний мінімум, °C        | −26,7              | −22,8              | −16,1              | −7,8               | −2,2               | 4,4                | 8,9                | 6,7                | 0,0                | −6,7               | −17,2              | −25                | −26,7              |
| Норма опадів, мм              | 69                 | 58                 | 89                 | 97                 | 114                | 94                 | 83                 | 88                 | 77                 | 71                 | 89                 | 77                 | 1005               |
| ----------------------------- | ------------------ | ------------------ | ------------------ | ------------------ | ------------------ | ------------------ | ------------------ | ------------------ | ------------------ | ------------------ | ------------------ | ------------------ | ------------------ |
| Джерело: The Weather Channel. |                    |                    |                    |                    |                    |                    |                    |                    |                    |                    |                    |                    |                    |

## Історія
Місто Ковінгтон було засноване 1815 року і було назване на честь генерала Леонарда Ковінгтона, американського офіцера, що був вбитий під час війни у 1812 році. Цей генерал був товаришем одних землевласників, що саме купили територію навколо майбутнього Ковінгтона. Це була територія трохи західніше гирла річки Лікінґ.
У 1815 році було створено план міста.
Таким чином до 1820-ого року територія Ковінгтона була швидко розпродана на аукціонах за невисокі ціни. Правда, цим також скористалися численні спекулянти.
Спочатку місто розвивалося надзвичайно повільно. У 1826 році тут жило трохи більше 400 чоловік. Проте у 1827 році тут було відкрито бавовняну фабрику, після чого місто почало швидко розвиватися. До 1834 року населення місто становило близько 1.5 тис. осіб.
В цей час місто розвивалося двома шляхами. Перший — люди приїжджали з околиць чи здалеку і селилися тут. Інший — Ковінгтон зростало завдяки збільшенню меж міста.

## Демографія
Згідно з переписом 2010 року, у місті мешкало 40 640 осіб у 17 033 домогосподарствах у складі 9016 родин. Густота населення становила 1139 осіб/км².  Було 20053 помешкання (562/км²).
Расовий склад населення:
| - 82,0 % — білих - 11,9 % — чорних або афроамериканців - 0,5 % — азіатів - 0,3 % — корінних американців - 0,1 % — вихідців з тихоокеанських островів - 1,9 % — осіб інших рас |

До двох чи більше рас належало 3,2 %. Частка іспаномовних становила 3,6 % від усіх жителів.
За віковим діапазоном населення розподілялося таким чином: 23,3 % — особи молодші 18 років, 66,3 % — особи у віці 18—64 років, 10,4 % — особи у віці 65 років та старші. Медіана віку мешканця становила 34,6 року. На 100 осіб жіночої статі у місті припадало 100,5 чоловіків;  на 100 жінок у віці від 18 років та старших — 98,2 чоловіків також старших 18 років.
Середній дохід на одне домашнє господарство  становив 48 433 долари США (медіана — 35 664), а середній дохід на одну сім'ю — 57 139 доларів (медіана — 46 472). Медіана доходів становила 42 250 доларів для чоловіків та 35 714 долари для жінок. За межею бідності перебувало 27,2 % осіб, у тому числі 43,4 % дітей у віці до 18 років та 15,8 % осіб у віці 65 років та старших.
Цивільне працевлаштоване населення становило 18 074 особи. Основні галузі зайнятості: освіта, охорона здоров'я та соціальна допомога — 19,0 %, мистецтво, розваги та відпочинок — 12,4 %, науковці, спеціалісти, менеджери — 12,0 %.

## Персоналії
- Уна Меркел (1903—1986) — американська акторка.